# زاون مسیرلیان
زاون مکرتچی مسیرلیان (ارمنی: Զավեն Մկրտչի Մսըրլյան؛ زادهٔ ۱۹۳۸) تاریخ‌نگار اهل ارمنستان است.

## زندگی‌نامه
وی در ۱۹۳۸ در بیروت به دنیا آمد و از فارغ‌التحصیل گشت. وی برنده جوایزی همچون مدال موسس خورناتسی است.